# Aetius nocturnus
Aetius nocturnus là một loài nhện trong họ Corinnidae.
Loài này thuộc chi Aetius. Aetius nocturnus được Christa L. Deeleman-Reinhold miêu tả năm 2001.